# 紫電改のマキ
『紫電改のマキ』（しでんかいのマキ）は、野上武志による日本の漫画作品。秋田書店の月刊雑誌『チャンピオンRED』にて、2013年10月号から2020年2月号まで連載。
主人公が池袋行きの電車で通学する場面があるなど、パラレルの東京が舞台となっている。劇中に登場する各国の戦闘機は、紫電改をはじめとして、零戦、飛燕、スピットファイアなどハセガワよりプラモデルキットとして商品化されている。

## あらすじ
ヒコーキ通学が当たり前な学校が密集する都会。各校の縄張りである「空域」を争って空中戦が日常的に起こっていた。主人公・羽衣マキは、ふとしたことから名機・紫電改と出会う。自身が通う石神女子高校の空域と学友を守るため、「紫電改のマキ」として成長していく。

## 登場人物
声優はドラマCD版のもの。

### 石神女子高校

#### 石神新選組
石神女子高校に通うヒコーキ通学の空路を守るため、有志で活動する義勇部隊。
羽衣 マキ（はごろも マキ）
声 - M・A・O
乗機 - 紫電改/九三式中間練習機
本作の主人公。石神女子高校1年A組。甘いものが好き。中学はど田舎住まいで鶴ケ崎中学校にオンボロ飛行機の九三式中間練習機「赤とんぼ」でヒコーキ通学をしていた。ある日霧の中を飛行中に赤とんぼの声が突然聴こえ、後に他の人には聴こえない紫電改の声も聴こえるようになった。
かぼす
声 - 鈴木愛奈
うさぎ。通称「肩乗りウサギのカボス号」。いつも羽衣 マキの肩に乗っている。エロカワイイ女子高生に発情する。
長谷川 素子（はせがわ もとこ）
声 - 小澤亜李
石神女子高校1年。紫電改整備担当。マキの最初の友達であり、少し変わり者。入学式の日に破損した紫電改を発見し、密かに整備していた。紫電改を直すのに夢中で免許を取り忘れたため、操縦をマキに頼み最初の試験飛行は2人で空へ飛んだ。その後、カ号観測機を操縦する場面があるため、免許は取得した模様。家は飛行機神社で、その巫女でもある。そのためかマキと同様に飛行機の声が聴こえる。
古嵐 蛍（こがらし けい）
声 - 松井恵理子
乗機 - 三式戦闘機 飛燕 一型
石神女子高校2年。通称「飛燕のお蛍」。
甘粕 みやび（あまかす みやび）
声 - 洲崎綾
乗機 - 零式艦上戦闘機二一型
石神女子高校1年。通称「零戦のみやび」。蛍のことを姉様と呼び慕っている。
矢島 風子（やじま ふうこ）
声 - 五十嵐裕美
乗機 - 二式単座戦闘機 鍾馗 二型
風神として名をはせる2人組の1人。中学生の時からともに行動しており、空域を飛び周り名前を売る喧嘩自慢だった。札付きの乱暴者扱いをされていたが、役人になれば自由に飛んでいいという理由で、生徒会長から風紀委員になるよう命じられる。生徒会会議により決定した風紀委員が羽衣マキと石神新選組を殲滅する計画では、マキに真っ向勝負を挑んだ。敗れた後は、石神新選組に入る。
北島 雷奈（きたじま らいな）
声 - 佐倉綾音
乗機 - 二式単座戦闘機 鍾馗 二型
雷神として名をはせる2人組の1人。風子の相方。共に石神新選組に入る。
青島 イサミ（あおしま イサミ）
声 - 中村桜
乗機 - 九七式艦上攻撃機（指揮官担当）
石神女子高校1年B組。「なのねん」が口癖。
磐梯 サチ（ばんだい サチ）
声 - 千本木彩花
乗機 - 九七式艦上攻撃機（操縦士担当）
石神女子高校1年B組。免許取り立てのためか怖がり。
宝 シェハラザード すみれ（たから シェハラザード すみれ）
声 - 髙野麻美
乗機 - 九七式艦上攻撃機（電信員担当）
石神女子高校1年B組。ルックスはインド系。
仲善 みかぜ（なかよし みかぜ）
声 - 髙野麻美
乗機 - 雷電二一型
良家のお嬢様が通う名門七葉学園初等部から飛び級で編入してきた天才少女。七葉学園について、少しでも変わった者を標的にしていじめたりする「鶏小屋」のような学校、自分のいる場所じゃないと嫌っていて、マキたちと出会ったことによって石神女子に編入した。

#### 石神生徒会
鷹司 恵（たかつかさ めぐみ）
声 - 筒井絵理奈
石神女子高校3年、生徒会長。かつてたった一人で200機もの僚機を完璧に管制した事で「石神女子の千手観音」の異名を持つ凄腕の管制官。普段は右目に石神マーク入りの眼帯をしており、眼帯を外す事で管制能力をフルに発揮する。

#### 石神女子高校生徒
野中 五美（のなか いつみ）
乗機 - 一式陸上攻撃機（機長）
石神女子高校通学機の機長。
高橋 ジュン（たかはし ジュン）
乗機 - 一式陸上攻撃機（副長）
石神女子高校通学機の副長。
藤見 はじめ（ふじみ はじめ）
石神女子高校の技術加工室2年。  腕の良い職人だった祖父（故人）に憧れていると同時にコンプレックスも抱えている。
五色犬（ごしきいぬ）
石神女子高校の3年生。飛燕専属の整備担当。

### 吉祥時女学園

#### 飛行機倶楽部
藤堂 蘭（とうどう らん）
乗機 - スピットファイア Mk.IX
西東京四天王の1人。通称「スピットファイアの蘭」。

### 飛行鮫
清瀬市にあるフライングシャークス。
鮫島 はるか（さめじま はるか）
乗機 - P-40
フライングシャークス首長。
ベルスター
乗機 - P-40

### 高縞平騎士団女子高校
田村 香矢（たむら かや）
乗機 - フォッケウルフ Ta152H-1
西東京四天王の1人。通称「田村 "エクスペルテン" 香矢」。かつて槇に焚きつけられた理想に固執しており、そのために自校の部下たちに無理な外征を繰り返させ反発を買うが、実力の高さゆえに校内で逆らいきれるものがいない。
湯音・ヘルシュタイン（ゆね・ヘルシュタイン）
乗機 - メッサーシュミット Bf109G-6
高縞平騎士団女子高校七騎士序列第6位。ひょんなことでマキと仲良くなるが、田村の理想に準じるため石神と敵対して紫電改を撃墜する。
強硬な態度がいきすぎ孤立していく田村に同情して寄り添おうとしている。
長万部 祐紀（おしゃまんべ ゆき）
乗機 - フォッケウルフ Fw190
高縞平騎士団女子高校七騎士序列第4位だったが、田村の怒りを買い序列を下げられる。
あずさ（あずさ）
乗機 - He 219（愛称ウーフー）
高縞平騎士団女子高校七騎士序列第7位。  暗視装置は、お年玉で購入。

### 紗山スオミ水産高校
弦念 エルサ（つるねん エルサ）
乗機 - F2A
西東京四天王の1人。

### 子金井ダビンチ高等専門学校
吉川 一美（よしかわ かずみ）
乗機 - マッキ C.202 フォルゴーレ
西東京四天王の1人。吉川三姉妹の長姉。
吉川 二美（よしかわ ふたみ）
乗機 - マッキ M.33
三姉妹の次女。空と女好き。
吉川 三美（よしかわ みみ）
乗機 - Re.2002
三姉妹の末っ子。通称「アリエテIIの三美」。自校が高縞平に敗北した後しばらく石神女子の傘下で行動していた。

### 足立パイレーツ
平野 飛鳥（ひらの あすか）
乗機 - F4U コルセア

### 八咫烏
槇紫苑（まき　しおん）
かつては石神女子高校の生徒で、羽衣マキが来る前に紫電改に乗っていた「先代紫電改のマキ」。1年前に忽然と姿を消していたが再び姿を現し「八咫烏」を率いる。

### 民宿神月
かつて地図に無い島と呼ばれ、秘密の航空隊がいた小笠原村の小島「緑ケ島」にある民宿
瑠亜（るあ）
乗機 - 零式観測機
民宿「神月」の女将。石神女子高校の卒業生。
マキの紫電改は瑠亜が石神女子高校在学中の愛機だったと思われる記述がある。

## 登場する航空機
登場する航空機は、寄せ集めの再生機やレプリカに現代化改修してる設定のため、細かい部分では実機と異なることがある。
紫電改
声 - 堀川りょう
マキの乗機。俺様口調で話す。石神女子高校に照準器が外された状態で放置されていたが、素子が入学式の日に見つけ、毎日修理していた。かつての「紫電改のマキ」の乗機。
三式戦闘機 飛燕 一型
蛍の乗機。一型丙。武士語で話す。紫電改とは以前の「マキ」が乗っていたころからの仲。元は蛍の姉の乗機。
零式艦上戦闘機二一型
みやびの乗機。二一型。江戸弁で話す。みやびが幼いころにスクラップから組み上げた愛機。
二式単座戦闘機 鍾馗 二型
風子、雷奈の乗機。二型丙。先輩から受け継いだ機体。
九三式中間練習機
マキが中学を卒業するまで通学に使用していた機体。一人称は「わし」。機体の塗装から「赤とんぼ」と呼ばれる。
九七式艦上攻撃機

一式陸上攻撃機
石神女子高校の通学機
カ号観測機
子金井ダビンチ高等専門学校脱出時に使用。操縦は長谷川 素子。
B-29

スピットファイア Mk.IX

P-40

フォッケウルフ Ta152H-1

メッサーシュミット Bf109G-6

フォッケウルフ Fw190

He 219

ホルテン Ho229
高縞平騎士団女子高校七騎士序列第2位の乗機
F2A

マッキ C.202 フォルゴーレ

マッキ M.33

Re.2002

F2A

F4U コルセア

九七式飛行艇
民宿神月の送迎専用機
零式水上観測機

ビッカース ウェリントン

## 書誌情報
- 野上武志『紫電改のマキ』 秋田書店〈チャンピオンREDコミックス〉、全15巻
  1. 2014年3月20日発売[書誌 1]、ISBN 978-4-253-23636-2
  2. 2014年8月20日発売[書誌 2]、ISBN 978-4-253-23637-9
  3. 2015年1月20日発売[書誌 3]、ISBN 978-4-253-23638-6
  4. 2015年6月19日発売[書誌 4]、ISBN 978-4-253-23639-3
  5. 2015年11月20日発売[書誌 5]、ISBN 978-4-253-23640-9
  6. 2016年4月20日発売[書誌 6]、ISBN 978-4-253-23641-6
  7. 2016年9月20日発売[書誌 7]、ISBN 978-4-253-23642-3
  8. 2017年2月20日発売[書誌 8]、ISBN 978-4-253-23643-0
  9. 2017年7月20日発売[書誌 9]、ISBN 978-4-253-23644-7
  10. 2018年2月20日発売[書誌 10]、ISBN 978-4-253-23645-4
  11. 2018年7月20日発売[書誌 11]、ISBN 978-4-253-23646-1
  12. 2018年11月20日発売[書誌 12]、ISBN 978-4-253-23647-8
  13. 2019年5月20日発売[書誌 13]、ISBN 978-4-253-23648-5
  14. 2019年9月20日発売[書誌 14]、ISBN 978-4-253-23649-2
  15. 2020年2月20日発売[書誌 15]、ISBN 978-4-253-23650-8

### 書誌情報出典
1. ↑  “紫電改のマキ 第1巻”. チャンピオンREDコミックス.  秋田書店. 2015年9月14日閲覧。
2. ↑  “紫電改のマキ 第2巻”. チャンピオンREDコミックス.   秋田書店. 2015年9月14日閲覧。
3. ↑  “紫電改のマキ 第3巻”. チャンピオンREDコミックス.   秋田書店. 2015年9月14日閲覧。
4. ↑  “紫電改のマキ 第4巻”. チャンピオンREDコミックス.   秋田書店. 2015年9月14日閲覧。
5. ↑  “紫電改のマキ 第5巻”. チャンピオンREDコミックス.   秋田書店. 2015年11月20日閲覧。
6. ↑  “紫電改のマキ 第6巻”. チャンピオンREDコミックス.   秋田書店. 2016年4月20日閲覧。
7. ↑  “紫電改のマキ 第7巻”. チャンピオンREDコミックス.   秋田書店. 2016年9月20日閲覧。
8. ↑  “紫電改のマキ 第8巻”. チャンピオンREDコミックス.   秋田書店. 2017年2月20日閲覧。
9. ↑  “紫電改のマキ 第9巻”. チャンピオンREDコミックス.   秋田書店. 2017年2月20日閲覧。
10. ↑  “紫電改のマキ 第10巻”. チャンピオンREDコミックス.   秋田書店. 2018年2月20日閲覧。
11. ↑  “紫電改のマキ 第11巻”. チャンピオンREDコミックス.   秋田書店. 2018年7月20日閲覧。
12. ↑  “紫電改のマキ 第12巻”. チャンピオンREDコミックス.   秋田書店. 2018年11月20日閲覧。
13. ↑  “紫電改のマキ 第13巻”. チャンピオンREDコミックス.   秋田書店. 2019年5月20日閲覧。
14. ↑  “紫電改のマキ 第14巻”. チャンピオンREDコミックス.   秋田書店. 2019年9月20日閲覧。
15. ↑  “紫電改のマキ 第15巻”. チャンピオンREDコミックス.   秋田書店. 2020年2月20日閲覧。